# 김준 (고려 후기)
김준(金俊, ? ~ 1268년 음력 12월)은 고려 후기의 무신(武臣) 권신(權臣) 정치인이다. 초명은 김인준(金仁俊)이며, 제9대 무신정권 집권자였다. 1258년부터 1268년까지 10년 동안 고려 왕조의 실권을 맡았다.

## 생애
최충헌의 가노였던 김윤성(아버지 김윤성은 만적의 난에서 같이 싸우고 항쟁했다.)의 아들로 출생했다. 김준은 당시 중랑장 직급이었던 박송비 장군의 적극적인 추천을 받고 난 뒤에 최씨 정권의 제 2대 권신이었던 최우에게 신임을 얻었으며, 최우의 첩 안심과 간통한 사실이 탄로나 한때 곤장 40대를 맞고 귀양을 가기도 했다. 후에 최항을 섬겼다.
1257년 최항이 죽고 그의 서자(庶子)인 최의가 집권하자 불만을 품었고, 1258년(고종 45년) 임연(林衍), 유경(柳璥), 최온(崔溫) 등과 함께 삼별초를 앞세워 최의를 죽이고 그 권력을 고려 황실에 되돌려주었다. 그리고, 최씨 무신정권이 정사를 처리한 권력의 중심인 사병 조직 도방을 혁파, 최씨 무신 정권의 일가의 모든 재산 또한 황실에 반납하여 고려 황실은 왕정복고가 이루어져 <최충헌-최우-최항-최의> 4대로 내려온 최씨 일가는 노비 김준에 의해 몰락하였다.
이로써 최씨정권을 타도하여 황권을 회복시키고 장군에 위사공신(衛社功臣) 등이 되었다. 그 후 교정별감이 되어 국가 비위(非違)의 규찰과 국사 감독을 담당했다. 이어 시중이 되고 해양후(海陽侯)에 봉해지고 무인정권에서 불리는 최고 권력자 자리인 교정별감자리에 취임하면서 최씨 무신정권의 초대 최충헌에 견줄 만한 권세와 위세를 누렸다.
나중에는 김준이 과격하게 행동하는 것 때문에 최의를 죽일 때 협조적이었던 김준의 측근들이 멀리하고 떠나버렸고, 1268년 고려 원종 9년 12월 고려 원종의 몽골제국에 조공을 바치는 정책 개경(지금의 조선민주주의인민공화국 황해도 개성 직할시)환도에 반대하다 측근이자 양아들이었던 임연과 임연의 세력들이 합쳐서 김준 일가를 모두 철퇴와 칼로 처참히 살해하였다. 그(김준)의 죽음과 함께 그의 일가는 멸문지화(滅汶摯禍)를 당하고 나서 김준의 측근들도 반란·내란죄에 연루되어 모두 처형당하게 되었다.
그 후, 임연이 1년을 이끌다 병사하였고, 임연의 아들 임유무도 3개월 동안 정권을 지니고 있다가 친몽정책에 동의하는 문신들의 수하들에 의해 살해 됨으로써 1170년부터 1270년까지 이어져 오던 무신정권이 막을 내렸다. 그러나 출륙환도(出陸換都, 섬에서 육지로 나오는 것)에 반대를 하고 봉기를 하였고, 강화도-진도-제주도로 여·몽연합군에 쫓기다가 장렬히 최후를 맞게 됨으로써 원(몽고)나라에 대항하던 무신 세력들이 모두 사라지게 되어, 1270년 고려 원종은 원나라에서 제시하는 요구 조건에 따라 강화도에서 개경으로 출륙환도를 했고, 나중에는 원종 이후 고려의 임금들은 원나라에 충성한다는 의미로 고려의 왕 시호 앞에 忠를 쓰게 되었고, 고려 황실의 정통성을 없애기 위해 원나라 황족의 딸들을 고려 임금과 혼인 시켜 부마국(夫麻國)으로 전락시키고 황제에서 왕으로 지위를 격하시키는 등 여러가지의 수모와 굴욕을 당하게 된다.
2011년 태안 앞바다에서 발견된 고려 시대 난파선 마도 3호선에서 김준에게 보내는 진상품과 이를 확인하는 죽간이 발견되어, 생전 그의 권력의 막강함을 느끼게 한다.

## 고려사
김준의 초명은 김인준(仁俊)이며 그 아비 김윤성(金允成)은 본래 천예(賤隸)로서 그 상전을 배반하고 최충헌에게로 투신하여 종노릇하는 사이에 김준과 김승준(金承俊)을 낳았다. 김준은 풍골이 늠름했으며 천성이 관후하고 아랫사람과 윗사람들에게 공손하였다. 또 궁술에 능했으며 남에게 베풀어 주기를 좋아해서 여러 사람들의 인심을 얻었고 날마다 호협스러운 청년 자제들과 교유하고 모여서 술을 마시었으므로 제 집에는 재산이라곤 없었다. 하루는 어떤 술수(術數)를 하는 도사가 그를 보고 말하기를“이 사람이 뒷날에 반드시 국권을 쥘 것이고 나라를 통째로 거머쥘 것이다”라고 하였다.— 고려사 김준전

## 가계
- 아버지 : 김윤성(金允成)
- 어머니 : 미상
  - 동생 : 김승준 (金承俊 ? ~ 1268) 후에 김충(金沖)으로 개명
  - 부인 : 안심(安心)
    - 장남 : 김대재 (金大材 ? ~ 1268)
    - 차남 : 김용재 (金用材 ? ~ 1268) 후에 김주(金主)로 개명
    - 삼남 : 김석재 (金碩材 ? ~ 1262)

  - 후처 : 미상
    - 아들 : 김애(金皚 ? ~ 1268)
    - 아들 : 김기(金棋 ? ~ 1268)
    - 아들 : 김정(金靖 ? ~ 1268)
    - 양아들 : 임연-제10대 무신정권 집권자
      - 양손자 : 임유무-제11대 무신정권 집권자

## 김준이 등장한 작품
- 《무신》(MBC, 2012년~2012년, 배우:故김주혁), (대장경 1000년 특별 기획 드라마)

## 같이 보기
- 무신정권
- 유경